# Vlag van Vaupés

Vlag van Vaupés

De vlag van Vaupés is verdeeld in twee helften: de bovenste helft is wit en de onderste groen. In het midden van de vlag staat een zwart blad. De vlag is in gebruik sinds 20 september 1984.
De vlag, ontworpen door Luis Enrique Chávez Velasquez, heeft zoals de meeste vlaggen enige symboliek. Het witte vlak staat voor de zuiverheid van het gebied, het groen symboliseert de bossen van het Amazoneregenwoud waarin Vaupés gelegen is. Het blad is van de Braziliaanse rubberboom en brengt in herinnering dat vele generaties inwoners van Vaupés in rubberplantages hebben geleefd en aldaar zijn gestorven. Daarmee is het een symbool van de uitbuiting van de inheemse bevolking door kolonisten en grootgrondbezitters.